# Lidia Vianu
Lidia Vianu (n. 7 iulie 1947, București, România) poetă, romancieră, critic și translator, este profesor la Catedra de Engleză a Universității din București, director al Masteratului pentru Traducerea Textului Literar Contemporan (MTTLC). Scrie critică literară legată in principal de literatura britanică modernistă și contemporană, traduce literatură română în engleză și poezie contemporană britanică în română, și a înființat Editura online a Universității din București, Contemporary Literature Press, care funcționează sub auspiciile Institutului Cultural Român, Uniunii Scriitorilor din România și ale British Council.

## Biografie
Lidia Vianu este fiica medicului Theodor Vianu și a Beatricei Vianu (născută Steiner). A învățat la Școala Mecet, după care între 1961–1965 a urmat Liceul „Iulia Hașdeu”, iar apoi Facultatea de Engleză din București, unde i-a avut ca profesori pe Leon Levițchi, Dan Duțescu, C. George Săndulescu, Ștefan Stoenescu, Zoe Dumitrescu Bușulenga, Gelu Ionescu, Vera Călin, Virgil Nemoianu.
A absolvit facultatea în 1970 cu o lucrare de diplomă despre un autor pe care avea să-l traducă mai târziu: Joseph Conrad. Volumul lui de memorii The Mirror of the Sea, tradus în limba română, a fost unul dintre manuscrisele de sertar ale Lidiei Vianu din perioada comunistă. Un alt manuscris publicat abia după 1990 a fost Engleza cu Cheie, cartea care a lansat în toată România „Metoda Lidia Vianu” de predare a limbii engleze prin retroversiune gramaticală. Unul dintre motivele pentru care profesorii și elevii din toată țara folosesc această carte de mai bine de un sfert de veac este tocmai faptul că propozițiile nu se ocupă de tractoare, semănători, uzine fruntașe și de omul nou comunist. Profesorul căruia o editură i-a cerut, în anii 1980, să recomande în scris cartea pentru publicare, a răspuns stresat: „Eu la o asemenea carte nu pot face referat.” În 1997 se stătea la coadă în toate librăriile care o aduceau, iar profesorii de engleză români se anunțau între ei: „Ți-ai luat Cheia?” Redactorii au povestit că, în vreme ce corectau manuscrisul, nu se puteau opri din râs. Engleza cu Cheie, alcătuită din gramatică și mult haz, a constituit metoda de predare, dar și modul de existență al unui profesor de engleză român în anii comunismului.
Lidia Vianu și-a dorit să fie profesor universitar din primii ani de studiu. A terminat facultatea cu media 9,97. A fost repartizată ca profesor de engleză la Liceul „Mihai Viteazu” din București, unde și-a dat definitivatul în învățământ, în anul 1973. În anul 1974 a intrat prin concurs la Facultatea de Engleză. A predat de-a lungul timpului istoria poeziei engleze, un curs special T.S Eliot, literatura britanică a secolului XX, la care s-a adăugat apoi secolul XXI.
În anul 1977 a susținut teza de doctorat Lirism filosofic la T.S. Eliot și Paul Valéry. Opera lui T.S. Eliot a preocupat-o toată viața: a scris două cărți despre Eliot, și a încercat să definească teoretic perioadele Modernism și The AfterMode (termenul îi aparține). La interesul timpuriu pentru Eliot, s-a adăugat lucrul de peste nouă ani la Finnegans Wake, de James Joyce, sub îndrumarea Profesorului C. George Sandulescu — cu care a finalizat seria Joyce Lexicography, în 130 de volume.
Așa cum, în predarea cursului practic, a fost discipol declarat al Profesorului Leon Levițchi, în predarea literaturii a urmat modelul Profesorului C. George Sandulescu, cel care i l-a sugerat, de altfel, pe Joseph Conrad ca subiect al lucrării de diplomă. Era vorba de binecunoscutul model langue et civilisation. După căderea comunismului, Lidia Vianu a predat doi ani ca profesor Fulbright, la State University of New York și la Berkeley, California. În tot acel timp, a studiat teoria literară și a scris câteva cărți în care și-a construit propria imagine a literaturii engleze contemporane. A înțeles foarte curând că, în cursurile pentru studenți, studiile culturale parazitează textul și informează fără să formeze studentul.
Metoda ei de predarea a literaturii s-a bazat în primul rând pe explicarea textului propriu-zis.

## Activitate MTTLC
În anul 2006, Lidia Vianu a înființat Masteratul pentru Traducerea Textului Literar Contemporan, care s-a bucurat și încă se bucură de succes în rândurile studenților: în primii ani, acest program a avut și 120 de studenți într-un singur an de studiu. Ideea Lidiei Vianu atunci când a înființat acest program de studii a fost să ofere o șansă masteranzilor să cunoască și să traducă literatura generației lor, română și engleză, și, de asemenea, să ofere o șansă tinerilor scriitori români, traducându-i în limba care este citită pe tot globul. Cu acest scop în minte, a înființat o revistă online a programului, Translation Café, în care, din 2006 încoace, masteranzii MTTLC își publică traducerile sub îndrumarea ei. În cadrul Masteratului pentru Traducerea Textului Literar Contemporan, Lidia Vianu a introdus studiul subtitrării pentru film și televiziune, care devenea astfel materie de studiu pentru prima oară în învățământul filologic românesc. Se afirmă că actual subtitrările sunt cele mai citite texte. A introdus de asemenea un curs de Creative Writing, proză și poezie, la care a invitat un număr mare de scriitori români. Tot Lidia Vianu a stabilit ca disertația cu care se încheie MTTLC să fie o traducere a unui poet sau prozator român, însoțită de material bio-bibliografic și de un eseu critic al traducătorului. A făcut acest lucru pentru a familiariza pe MTTLC-iști cu scriitorii generației lor, dar și pentru a sprijini scriitorii români, care sunt insuficient traduși.
Într-un interviu Lidia Vianu spunea:
„Programul acesta este o mare bucurie. Nu am dezamăgiri legate de el. Funcționează. Adună la un loc tot ce ține de viața mea profesională. Este un program generos. Punctul lui de pornire a fost nevoia dascălilor de a da: nu numai cunoaștere, dar și priceperea și încăpățânarea de a bate la toate ușile.”

### Radio România Muzical
Lidia Vianu a organizat, de asemenea, pentru masteranzi internships pentru importante instituții culturale, cum ar fi traducerea zilnică în limba engleză a site-ului Radio România Muzical.

### Contemporary Literature Press
Trei ani mai târziu, tot în sprijinul MTTLC-iștilor, Lidia Vianu a înființat Contemporary Literature Press, „editura online a Universității din București pentru studiul limbii engleze prin literatură”. Editura a scos cca 370 de volume până în prezent, și toate acestea pot fi accesate gratuit. Aceste volume se înscriu în câteva mari serii: texte paralele română și engleză, cu precădere din literatura clasică; Joyce Lexicography, A Manual for the Advanced Study of James Joyce's Finnegans Wake, în 130 de volume; istoria Anglisticii românești.

### Masterclass
Din 2006 încoace, activitatea Lidiei Vianu s-a concentrat asupra masteranzilor MTTLC. Pentru ei a organizat un Masterclass de Traducere Literară, care a ajuns în 2018 la a treia ediție, și care este sprijinit de Universitatea din București, Institutul Cultural Român, Muzeul Național al Literaturii Române, Societatea Muzicală, British Council, Uniunea Scriitorilor, Ministerul Culturii și Identității Naționale. În cadrul lui, timp de o săptămână pe an, o echipă de șase scriitori englezi vine la București pentru a stiliza traducerile, lucrate anterior de MTTLC–iști, din literatura română contemporană. Rezultatul acestor trei ani de Masterclass sunt antologii bilingve de literatură română: Contemporary Romanian Poetry. An Anthology. Parallel Texts.; Contemporary Romanian Fiction, 2017

### Lidia Vianu Translates
Din anul 2017, Lidia Vianu organizează un concurs anual de poezie românească, ai cărui câștigători sunt traduși și publicați în engleză de organizatoare în seria „Lidia Vianu Translates”.

## Cărți publicate
Cărțile scrise de Lidia Vianu sunt: volume de anglistică despre literatura britanică a secolului XX-XXI, manuale de predare a limbii engleze, antologii de proză și poezie britanică a secolului XX, traduceri din literatura engleză Modernistă și contemporană, traduceri din literatura română contemporană în limba engleză. Aceste volume sunt publicate nu numai în România, ci și la edituri din Anglia și SUA, cum sunt: Bloodaxe Books, University of Plymouth Press, Northwestern University Press, Central European University Press. Libretul operei americane de succes On the Threshold of Winter de Michael Hersch (2017) se bazează pe traducerea volumului lui Marin Sorescu Puntea / The Bridge făcută de Sorkin și Vianu. Acest volum a luat, de altfel, și premiul european acordat de Poetry Society din Londra pentru traducerea de poezie. Lidia Vianu a scris de asemenea poezie și proză.
Activitatea Lidiei Vianu a fost în mod consecvent o punte între cultura română și cea engleză, făcându-le să se cunoască între ele, și îndrumând tânăra generație pe calea comunicării culturale internaționale.

## Opera

### Critică literară
- Scenarii lirice moderne (De la T.S. Eliot la Paul Valéry), Editura Universității București, 1983[3]
- T. S. Eliot: An Author for All Seasons, Paideia, 1997[3]
- Censorship in Romania, Central European University Press, 1998[3]
- British Literary Desperadoes at the Turn of the Millennium, Editura ALL, 1999[3]
- Alan Brownjohn and the Desperado Age, Editura Universității București, 2003[3]
- The Desperado Age: British Literature at the Start of the Third Millennium, Editura Universității București, 2004[3]
- Desperado Essay-Interviews, Universității București, 2006[3] Mării
- The AfterMode. Significant Choices in Contemporary British Fiction, Editura Universității București, 2010
- Literatura contemporană britanică. Literatura Desperado, Institutul European 2011, Iași

### Traduceri, selectiv
- Joseph Conrad: Oglinda mării, Amarcord, Timișoara, 1994[3]
- Eugen Simion: The Return of the Author, tradusă în engleză, Northwestern University Press, Evanston, Illinois, 1996; (Nominalizată pentru Premiul Scaglione Translation, 1997)[3]
- Marin Sorescu: The Bridge, tradusă în engleză, cu Adam J. Sorkin, Bloodaxe Books, 2004[3]
- Mircea Ivănescu, Lines Poems Poetry, University of Plymouth Press, 2009, traducere în colaborare cu Adam J. Sorkin
- Ioan Es Pop, No Way Out of Hadesburg and Other Poems, University of Plymouth Press, 2010, traducere în colaborare cu Adam J. Sorkin
- Ion Mureșan, The Book of Winter and Other Poems, University of Plymouth Press, 2011, traducere în colaborare cu Adam J. Sorkin
- Mircea Dinescu, The Barbarians’ Return, Bloodaxe Books, 2018
- Lidia Vianu Translates. Hilary Elfick: A Single Instinct. Unicul instinct. Editura Integral 2017
- Lidia Vianu Translates. Daniel Thomas Moran: Here in the Afterlife/Aici, în viața de după. Editura Integral 2017
- Lidia Vianu Translates. Jeremy Page: If not now. Dacă nu acum. Editura Integral 2017
- Lidia Vianu Translates. Katherine Gallagher: The White Boat. Barca albă. Editura Integral 2017
- Lidia Vianu Translates. Mandy Pannett: Ladders of Glass. Scări de sticlă. Editura Integral 2017
- Lidia Vianu Translates. Maria Jastrzębska: Old Knives. Cuțite vechi. Editura Integral 2017
- Lidia Vianu Translates. Michael Curtis: True Compass? Ca o busolă adevărată. Editura Integral 2017
- Lidia Vianu Translates. Anne Stewart. Let It Come to Us All. Să vină pentru noi toți. Editura Integral 2017
- Lidia Vianu Translates. Moira Andrew: A Box of Sky. Cerul, o cutie. Editura Integral 2017
- Lidia Vianu Translates. Joan Michelson: Bloomvale Home. Azilul de bătrâni din Bloomvale. Editura Integral 2017

### Manuale de engleză
- English with a Key, Editura de Vest, Timisoara, 1993
- Student la engleză, Editura Integral, 2016
- Admiterea la engleză, Editura Integral, 2016
- Metoda Lidia Vianu. Smile and Learn! Învățați inteligent. Învățați gramatica, în 7 volume, Bucharest: Contemporary Literature Press, 2021, 7 vols., https://editura.mttlc.ro/metoda-lidia-vianu-7-volume.html

### Proză
- Prizonieră în oglindă, Porto Franco, Galați, 1993
- © Bumble--Bea. A tiny book about a huge heart : [in English and Romanian], [2022], https://editura.mttlc.ro/vianu-bumble-bea.html
- Prizonieră în oglindă. Roman. Ediție revizuită, [2022], https://editura.mttlc.ro/vianu-prizoniera-roman.html
- ƘΑΛΕΙΔΟΣΚΌΠΙΟ/ KALEIDOSCOPE/ CALEIDOSCOP. Parallel Texts. Ediție bilingvă, București: Editura EIKON, 2023, 531 p.

### Poezie
- 1, 2, 3, Editura Integral, 1997[3]
- Moderato 7, Editura Orient-Occident, 1998[3]
- Foarte, Editura Cartea Românească, 2001[3]
- The Wall, Editura Integral, 2016[37]
- 1, 2, 3. Poeme. Ediție revizuită, Bucharest: Contemporary Literature Press, 2022, https://editura.mttlc.ro/vianu-123-poeme.html
- Foarte. Poeme. Ediție revizuită, Bucharest: Contemporary Literature Press, 2022, https://editura.mttlc.ro/vianu-foarte-2022.html
- The Wind and the Seagull. Vântul și Pescărușul. La Mouette et le Vent..., Bucharest: Contemporary Literature Press, 2022, https://editura.mttlc.ro/vianu-the-wind-and-the-seagull.html
- Vântul și Pescărușul / The Wind and the Seagull / La Mouette et le Vent, București: Editura EIKON, 2022, https://www.librariaeikon.ro/poezie/1346-vantul-si-pescarusul.html

### Interviuri
- Sorin Ivan, Între Profesie și Literatură. Between Profession and Literature. Interviu / Interview with / cu Lidia Vianu[38]
- Bogdan Stănescu (moderator). SCRIITOAREA LIDIA VIANU, INVITATĂ LA JURNAL CULTURAL #tvrcultural, TVR Cultural: Jurnal cultural, 14 noiembrie 2023, https://www.youtube.com/watch?v=gZxXL4WEwdU

## Premii și distincții
- 2021: Premiul Editura anului 2020 acordat în cadrul Galei Premiilor APLER 2021 - Editura Contemporary Literature Press a Universității din București, director: Lidia Vianu[39]